# Mercedes Cup 2003 - Qualificazioni singolare
Le qualificazioni del singolare  del Mercedes Cup 2003 sono state un torneo di tennis preliminare per accedere alla fase finale della manifestazione. I vincitori dell'ultimo turno sono entrati di diritto nel tabellone principale. In caso di ritiro di uno o più giocatori aventi diritto a questi sono subentrati i lucky loser, ossia i giocatori che hanno perso nell'ultimo turno ma che avevano una classifica più alta rispetto agli altri partecipanti che avevano comunque perso nel turno finale.
Le qualificazioni del torneo Mercedes Cup 2003 prevedevano 24 partecipanti di cui 6 sono entrati nel tabellone principale.

## Teste di serie
1. Jiří Vaněk (Qualificato)
2. Tomáš Zíb (Qualificato)
3. Renzo Furlan (Qualificato)
4. Potito Starace (Qualificato)
5. Marc López (Qualificato)
6. Gastón Etlis (Qualificato)

1. Dieter Kindlmann (primo turno)
2. Marcello Craca (ultimo turno)
3. Oliver Marach (ultimo turno)
4. Herbert Wiltschnig (primo turno)
5. Philipp Kohlschreiber (ultimo turno)
6. Oliver Gross (ultimo turno)

## Qualificati
1. Jiří Vaněk
2. Tomáš Zíb
3. Renzo Furlan

1. Potito Starace
2. Marc López
3. Gastón Etlis

## Tabellone

### Legenda
| - Q = Qualificato - WC = Wild card - LL = Lucky loser | - ALT = Alternate - SE = Special Exempt - PR = Protected Ranking | - w/o = Walkover - r = Ritirato - d = Squalificato |

### Sezione 1
|  | Primo turno | Primo turno    | Primo turno  | Primo turno | Primo turno |  |  | Ultimo turno | Ultimo turno   | Ultimo turno | Ultimo turno | Ultimo turno |  |
|  |             |                |              |             |             |  |  |              |                |              |              |              |  |
|  | 1           | Jiří Vaněk     | Jiří Vaněk   | 6           | 7           |  |  |              |                |              |              |              |  |
|  |             | Andreas Beck   | Andreas Beck | 2           | 64          |  |  | 1            | Jiří Vaněk     | 4            | 6            | 6            |  |
|  | 8           | Marcello Craca | 6            | 7           | 6           |  |  | 8            | Marcello Craca | 6            | 2            | 3            |  |
|  |             | Michael Berrer | 7            | 6(1)        | 2           |  |  |              |                |              |              |              |  |

### Sezione 2
|  | Primo turno | Primo turno        | Primo turno        | Primo turno | Primo turno |  |  | Ultimo turno | Ultimo turno       | Ultimo turno | Ultimo turno | Ultimo turno |  |
|  |             |                    |                    |             |             |  |  |              |                    |              |              |              |  |
|  | 2           | Tomáš Zíb          | 5                  | 6           | 6           |  |  |              |                    |              |              |              |  |
|  |             | Denis Gremelmayr   | 7                  | 1           | 1           |  |  | 2            | Tomáš Zíb          | 6            | 5            | 6            |  |
|  |             | Herbert Wiltschnig | Herbert Wiltschnig | 6           | 6           |  |  |              | Herbert Wiltschnig | 1            | 7            | 1            |  |
|  | 10          | Johan Settergren   | Johan Settergren   | 4           | 2           |  |  |              |                    |              |              |              |  |

### Sezione 3
|  | Primo turno | Primo turno        | Primo turno        | Primo turno | Primo turno |  |  | Ultimo turno | Ultimo turno | Ultimo turno | Ultimo turno | Ultimo turno |  |
|  |             |                    |                    |             |             |  |  |              |              |              |              |              |  |
|  | 3           | Renzo Furlan       | Renzo Furlan       | 6           | 6           |  |  |              |              |              |              |              |  |
|  |             | Diego Hipperdinger | Diego Hipperdinger | 2           | 0           |  |  | 3            | Renzo Furlan | Renzo Furlan | 6            | 6            |  |
|  | 12          | Oliver Gross       | 1                  | 7           | 6           |  |  | 12           | Oliver Gross | Oliver Gross | 4            | 4            |  |
|  |             | Frank Moser        | 6                  | 62          | 4           |  |  |              |              |              |              |              |  |

### Sezione 4
|  | Primo turno | Primo turno      | Primo turno      | Primo turno | Primo turno |  |  | Ultimo turno | Ultimo turno     | Ultimo turno     | Ultimo turno | Ultimo turno |  |
|  |             |                  |                  |             |             |  |  |              |                  |                  |              |              |  |
|  | 4           | Potito Starace   | Potito Starace   | 6           | 6           |  |  |              |                  |                  |              |              |  |
|  |             | Lars Übel        | Lars Übel        | 0           | 1           |  |  | 4            | Potito Starace   | Potito Starace   | 6            | 6            |  |
|  |             | Dieter Kindlmann | Dieter Kindlmann | 6           | 6           |  |  |              | Dieter Kindlmann | Dieter Kindlmann | 1            | 2            |  |
|  | 7           | Petr Luxa        | Petr Luxa        | 3           | 4           |  |  |              |                  |                  |              |              |  |

### Sezione 5
|  | Primo turno | Primo turno           | Primo turno           | Primo turno | Primo turno |  |  | Ultimo turno | Ultimo turno          | Ultimo turno | Ultimo turno | Ultimo turno |  |
|  |             |                       |                       |             |             |  |  |              |                       |              |              |              |  |
|  | 5           | Marc López            | Marc López            | 6           | 6           |  |  |              |                       |              |              |              |  |
|  |             | Christopher Kas       | Christopher Kas       | 1           | 2           |  |  | 5            | Marc López            | 3            | 6            | 7            |  |
|  | 11          | Philipp Kohlschreiber | Philipp Kohlschreiber | 6           | 7           |  |  | 11           | Philipp Kohlschreiber | 6            | 4            | 6            |  |
|  |             | Simone Vagnozzi       | Simone Vagnozzi       | 1           | 5           |  |  |              |                       |              |              |              |  |

### Sezione 6
|  | Primo turno | Primo turno     | Primo turno     | Primo turno | Primo turno |  |  | Ultimo turno | Ultimo turno  | Ultimo turno  | Ultimo turno | Ultimo turno |  |
|  |             |                 |                 |             |             |  |  |              |               |               |              |              |  |
|  | 6           | Gastón Etlis    | Gastón Etlis    | 6           | 7           |  |  |              |               |               |              |              |  |
|  |             | Markus Bayer    | Markus Bayer    | 3           | 5           |  |  | 6            | Gastón Etlis  | Gastón Etlis  | 7            | 3            |  |
|  | 9           | Oliver Marach   | Oliver Marach   | 7           | 6           |  |  | 9            | Oliver Marach | Oliver Marach | 5            | 0r           |  |
|  |             | Karsten Braasch | Karsten Braasch | 65          | 4           |  |  |              |               |               |              |              |  |